# PR Весов
PR Весов (лат. PR Librae) — одиночная переменная звезда в созвездии Весов на расстоянии (вычисленном из значения параллакса) приблизительно 6053 световых лет (около 1856 парсеков) от Солнца. Видимая звёздная величина звезды — от +10,4m до +9,9m.

## Характеристики
PR Весов — оранжевая пульсирующая медленная неправильная переменная звезда (LB) спектрального класса K5.